# 黃玉忠
黃玉忠（?—?），廣西省梧州府容縣人。清朝進士、官員。

## 生平
黃玉忠為光緒八年（1882年）壬午科舉人，光緒九年聯捷（1883年）癸未科三甲第一百二十名進士。山東即用知縣。後成為當地首富，其居所大宅至今尚存部分建筑。

## 家族
黃玉忠家族為當地望族，其叔祖黃鵬奮為道光十六年（1836年）丙申恩科進士，同年五月，著交吏部掣签分发各省，以知县即用，曾任廣東澄邁知縣。其父黃金韶為道光道光二十七年（1847年）聯捷丁未科二甲第一百名進士，官至蘇州知府。另外，家族還有五人得中舉人，分別為黃鵬霄、黄金荃、黄玉年、黄玉桓、黄玉梁。在當地有“父子公孫三代進士五舉人”之稱，顯赫一時。黄玉梁子黃紹竑為民國年間桂系首領，其曾任中華民國內政部長、國民政府監察院副院長、廣西省、湖北省及浙江省政府主席，投共後官至政務院政務委員及全國人民代表大會常務委員。

## 外部連結
- 荒蕪與繁華之間 《廣西日報》2010年1月12日